# Dazzle (álbum de r.o.r/s)
dazzle é o único álbum da dupla r.o.r/s, composta por Masami Okui e Chihiro Yonekura. Foi lançado em 26 de dezembro de 2003 pela King Records e possui 12 faixas.

## Recepção
O CD Journal destacou os singles "Candy Lie" e "Tattoo Kiss", enfatizando que que deram uma "reviravolta na imagem convencional da dupla."
Alcançou a posição 106 na Oricon Albums Chart e ficou na parada por 3 semanas. O single "Candy Lie" ficou quatro semanas no ranking de singles da Oricon, chegando à 35ª posição.

## Legado
As faixas "Tattoo Kiss" e "Escape" foram usadas no anime Kaleido Star. O single de "Tattoo Kiss", aliás, ficou seis semanas no Oricon Singles Chart, chegando à 29ª posição.
A faixa "CRY-MAX" foi o tema do programa DRIVE A GO GO, da TV Tokyo.

## Faixas
| N.º            | Título                                   | Letras             | Música                        | Arranjo         | Duração |  |
| 1.             | "Kanshou Fukanjou"                       | Ryoji Sonoda       | Keiji Tanabe                  | K. Tanabe       | 4:21    |  |
| 2.             | "CRY-MAX" (de DRIVE A GO GO)             | MIZUE              | Kazuhiro Hara e Shinya Sumida | Yasuaki Maejima | 4:36    |  |
| 3.             | "Candy Lie"                              | MIZUE              | K. Hara                       | K. Tanabe       | 4:53    |  |
| 4.             | "Himitsu"                                | MIZUE              | K. Tanabe                     | K. Tanabe       | 4:53    |  |
| 5.             | "Fly"                                    | DREAMFIELD         | Y. Maejima                    | Y. Maejima      | 4:11    |  |
| 6.             | "Deep Deep"                              | MIZUE              | K. Hara                       | Masaki Iehara   | 3:58    |  |
| 7.             | "Place"                                  | MIZUE              | K. Tanabe                     | K. Tanabe       | 3:52    |  |
| 8.             | "escape" (encerramento de Kaleido Star)  | MIZUE              | K. Tanabe                     | K. Tanabe       | 4:05    |  |
| 9.             | "platinum egoism"                        | MIZUE              | K. Tanabe                     | K. Tanabe       | 4:17    |  |
| 10.            | "Tattoo Kiss" (abertura de Kaleido Star) | MIZUE              | DREAMFIELD                    | K. Tanabe       | 4:45    |  |
| 11.            | "Cross pain"                             | R. Sonoda          | Tadashi Saito                 | HΛL             | 4:11    |  |
| 12.            | "DEVIL"                                  | DREAMFIELD e MIZUE | DREAMFIELD                    | REO             | 4:12    |  |
| Duração total: | Duração total:                           | Duração total:     | Duração total:                | Duração total:  | 52:13   |  |